# Christoph Dreier
Christoph Dreier, né le 27 avril 1981 à Mittersill, est un skieur alpin autrichien. Il est spécialiste du slalom et du super combiné.

## Carrière
Il obtient le meilleur résultat international de sa carrière en décembre 2010 au slalom de Val d'Isère (dixième). Il participe ensuite à ses seuls championnats du monde à Garmisch-Partenkirchen, où il est 18e du slalom.
Il établit ses meilleurs classements en Coupe du monde en 2012, année où il prend sa retraite sportive.

## Palmarès

### Championnats du monde
| Épreuve / Édition                    | Slalom |
| ------------------------------------ | ------ |
| Mondiaux 2011 Garmisch-Partenkirchen | 18e    |

### Coupe du monde
- Meilleur classement général : 87e en 2012.
- Meilleur résultat : 10e.

#### Classements en Coupe du monde
| Année/Classement | Année/Classement | Général | Général | Slalom | Slalom | Combiné | Combiné |
| ---------------- | ---------------- | ------- | ------- | ------ | ------ | ------- | ------- |
| Année/Classement | Année/Classement | Class.  | Points  | Class. | Points | Class.  | Points  |
| 2007             | 2007             | 109e    | 27      | 55e    | 8      | 30e     | 19      |
| 2010             | 2010             | 129e    | 10      | 51e    | 10     | -       | -       |
| 2011             | 2011             | 103e    | 46      | 35e    | 46     | -       | -       |
| 2012             | 2012             | 87e     | 61      | 32e    | 61     | -       | -       |

### Coupe d'Europe
- 4 victoires dont 3 en slalom et 1 en super combiné.